# أمي بيرا
إسمه الكامل هو أميريش بابولال بيرا (بالإنجليزية: Amerish Babulal Bera)‏ هو سياسي وطبيب أمريكي من الحزب الديمقراطي ولد في يوم 2 مارس 1965 في لوس أنجلوس لعائلة هندية الأصل. هو حالياً عضو في مجلس النواب الأمريكي كممثل لولاية كاليفورنيا.